# Scilla engleri
Scilla engleri là một loài thực vật có hoa trong họ Măng tây. Loài này được T.Durand & Schinz miêu tả khoa học đầu tiên năm 1894.